# Yarden Shua
Yarden Shua (en hébreu : ירדן שועה), né le 16 juin 1999 à Tel Aviv en Israël, est un footballeur israélien, qui évolue au poste de milieu offensif au Beitar Jérusalem.

## Biographie

### En club
Né à Tel Aviv en Israël, Yarden Shua est formé par le club local du Bnei Yehoudah. Il joue son premier match en professionnel avec ce club, le 1er octobre 2016, lors d'une rencontre de première division israélienne face au MS Ashdod. Il entre en jeu à la place de Yonatan Cohen (en) et les deux équipes se neutralisent (2-2 score final).
Le 8 janvier 2019, Yarden Shua rejoint le Maccabi Haïfa. Il joue son premier match pour le club le 22 janvier 2019, lors d'une rencontre de coupe d'Israël contre le Bnei Sakhnin FC. Il est titularisé et son équipe s'incline (1-0).
Le 16 octobre 2020, Yarden Shua s'engage en faveur du Beitar Jérusalem. Il signe un contrat de trois ans plus une année supplémentaire en option.
Le 23 mai 2023, Shua participe à la finale de la Coupe d'Israël face au Maccabi Netanya. Titulaire, il se montre décisif en délivrant une passe décisive pour Fred Friday (en) et marque un but, participant à la victoire (0-3) et au sacre de son équipe.

### En sélection
Yarden Shua représente l'équipe d'Israël des moins de 17 ans, jouant trois matchs en 2015.
Avec les moins de 19 ans il participe à sept matchs en 2017, durant lesquels il inscrit quatre buts.

## Palmarès
Beitar Jérusalem
- Coupe d'Israël (1) :
  - Vainqueur : 2022-2023.